# Rozhledna Barborka
Rozhledna Barborka se nachází na severním okraji Železných hor, u vesnice Horní Raškovice (obec Svinčany) vzdálené přibližně 3,5 km severozápadně od Heřmanova Městce. V bezprostřední blízkosti rozhledny prochází cyklotrasa číslo 4128.

## Historie stavby
Myšlenka stavby rozhledny vznikla v roce 2003 jako doplněk regionální cyklotrasy. Budoucí rozhledna tak měla zázemí v dobrém turistickém informačním systému.
Projektovou dokumentaci stavby zpracoval Ing. Václav Jakeš. Stavba byla vybudovaná za pomoci grantů a dotací Pardubického kraje a trvala 2,5 měsíce.

## Charakteristika rozhledny
Rozhledna se nachází v nadmořské výšce 313 m nad mořem v blízkosti Raškovického lesa v zajímavé lokalitě bývalých Raškovických lomů.
Vyhlídková plošina se nachází ve výšce 10 m. a lze z ní - při dobré viditelnosti - dohlédnout na Železné hory i na vrcholky Orlických hor a Krkonoš. Jasně je vidět Kunětická hora u Pardubic. Pro vystoupení na ochoz rozhledny musí návštěvníci zdolat 47 schodů..

## Zajímavosti
Jméno Barborka bylo vybráno z historického kontextu. V 16. a 17. století patřil region Horních Raškovic k oblasti těžby kamene, byl místem působení skalníků a jejich mlýnské kameny se řadily k nejlepším v českém království. Těžba kamene je řazena do hornické činnosti a patronem horníků je svatá Barbora. A protože se rozhledna nachází v blízkosti vytěženého lomu (vede tam naučná stezka a červená turistická cesta), dostala jméno Barborka, jako vzpomínka na práci a pot místních dělníků.
V areálu se nachází památný strom chráněný obcí Svinčany. Je jím jeřáb oskeruše, v Čechách vzácný strom, který je proslavený svými plody – surovinou pro oskerušovici.

## Fotogalerie

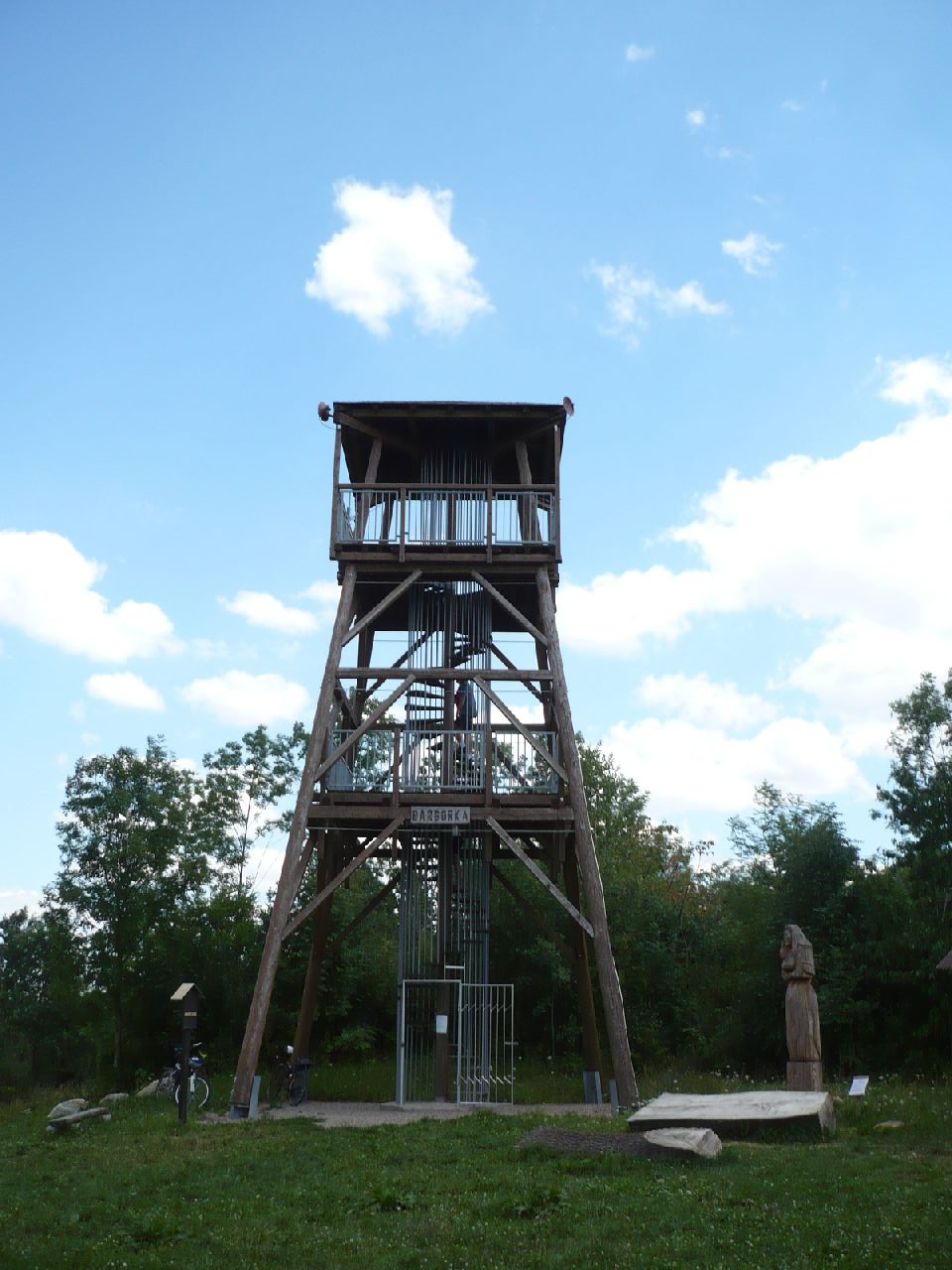
Rozhledna Barborka z východu
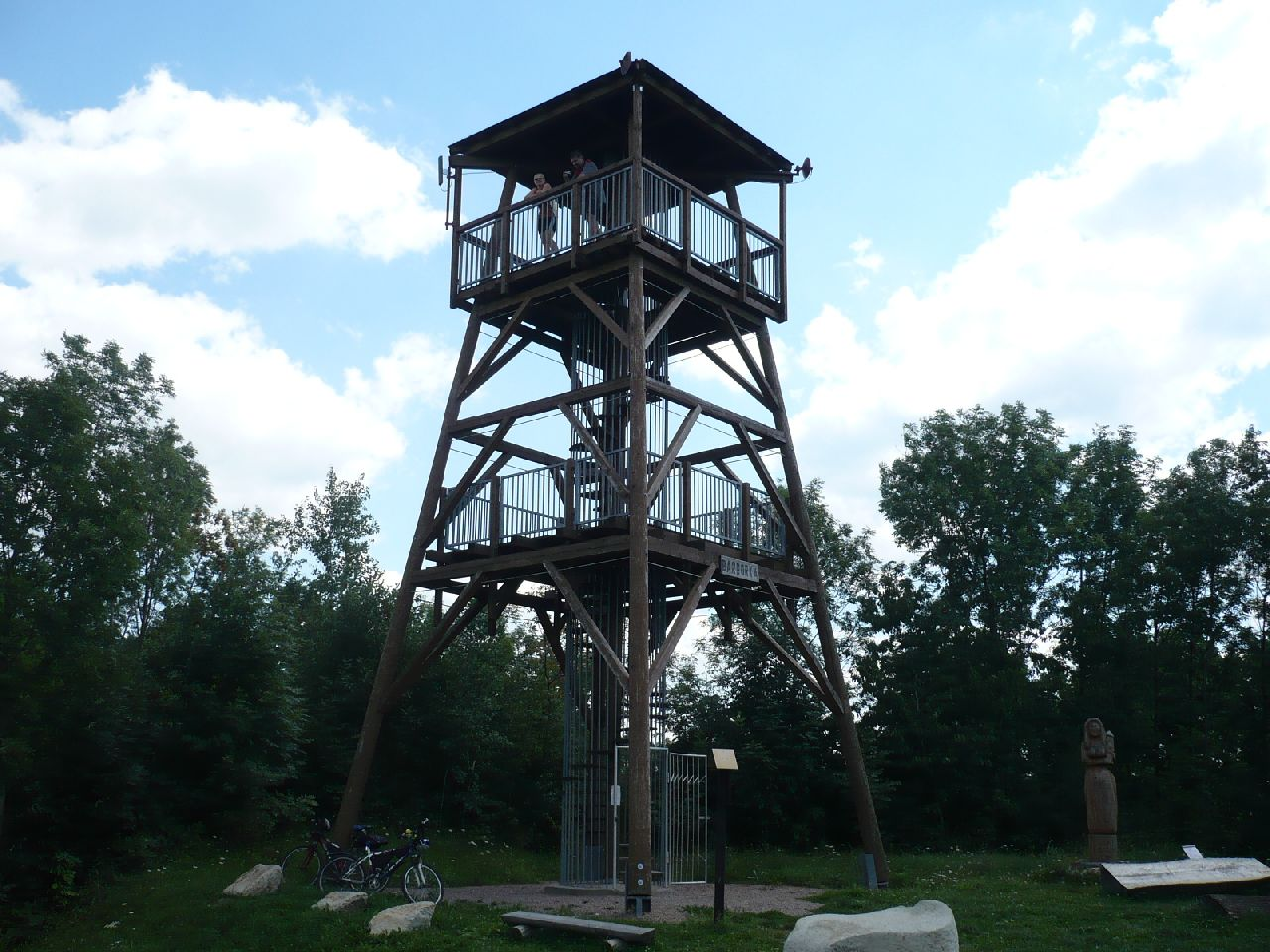
Rozhledna Barborka z jihu
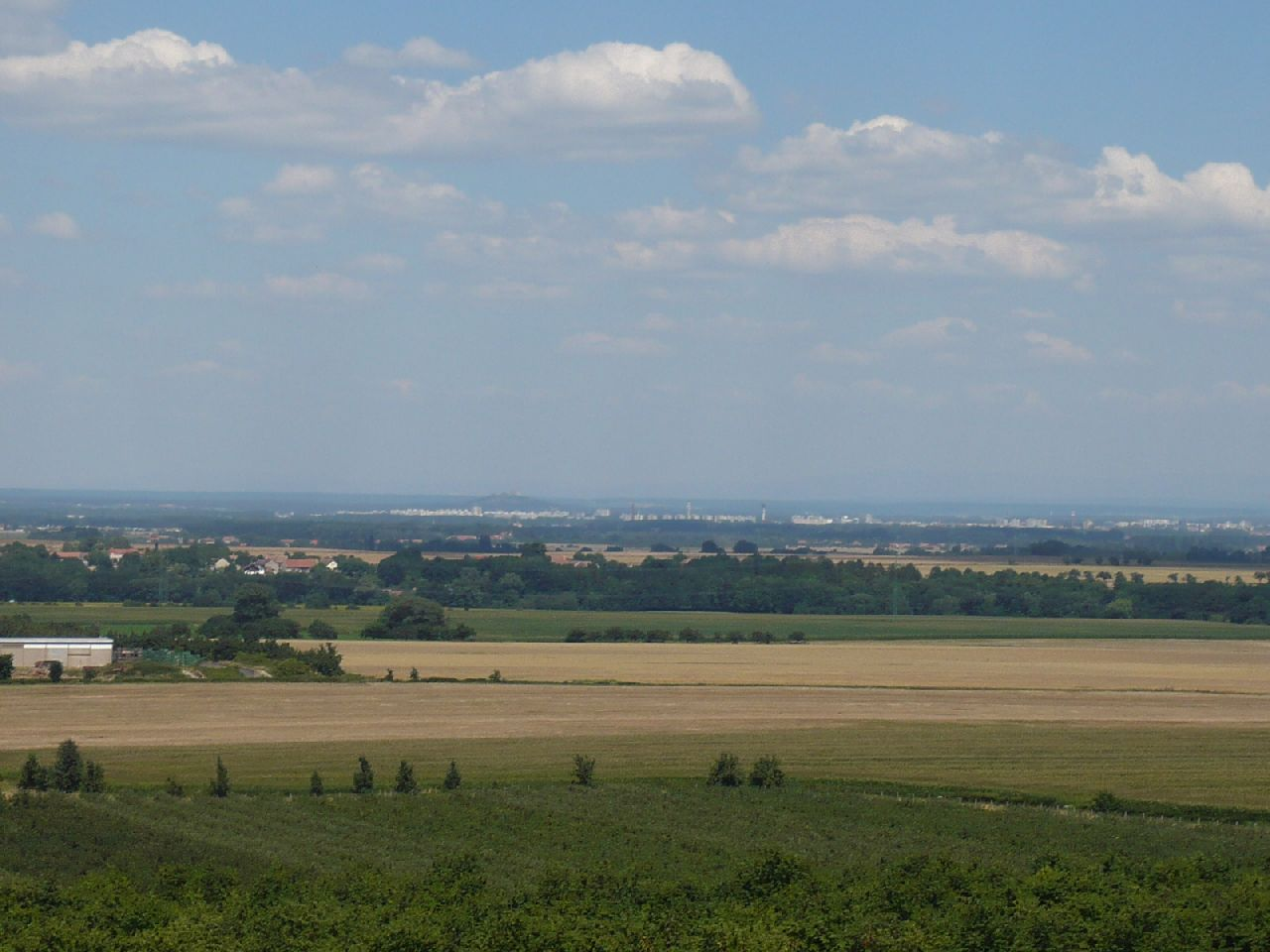
Výhled z rozhledny na Pardubice
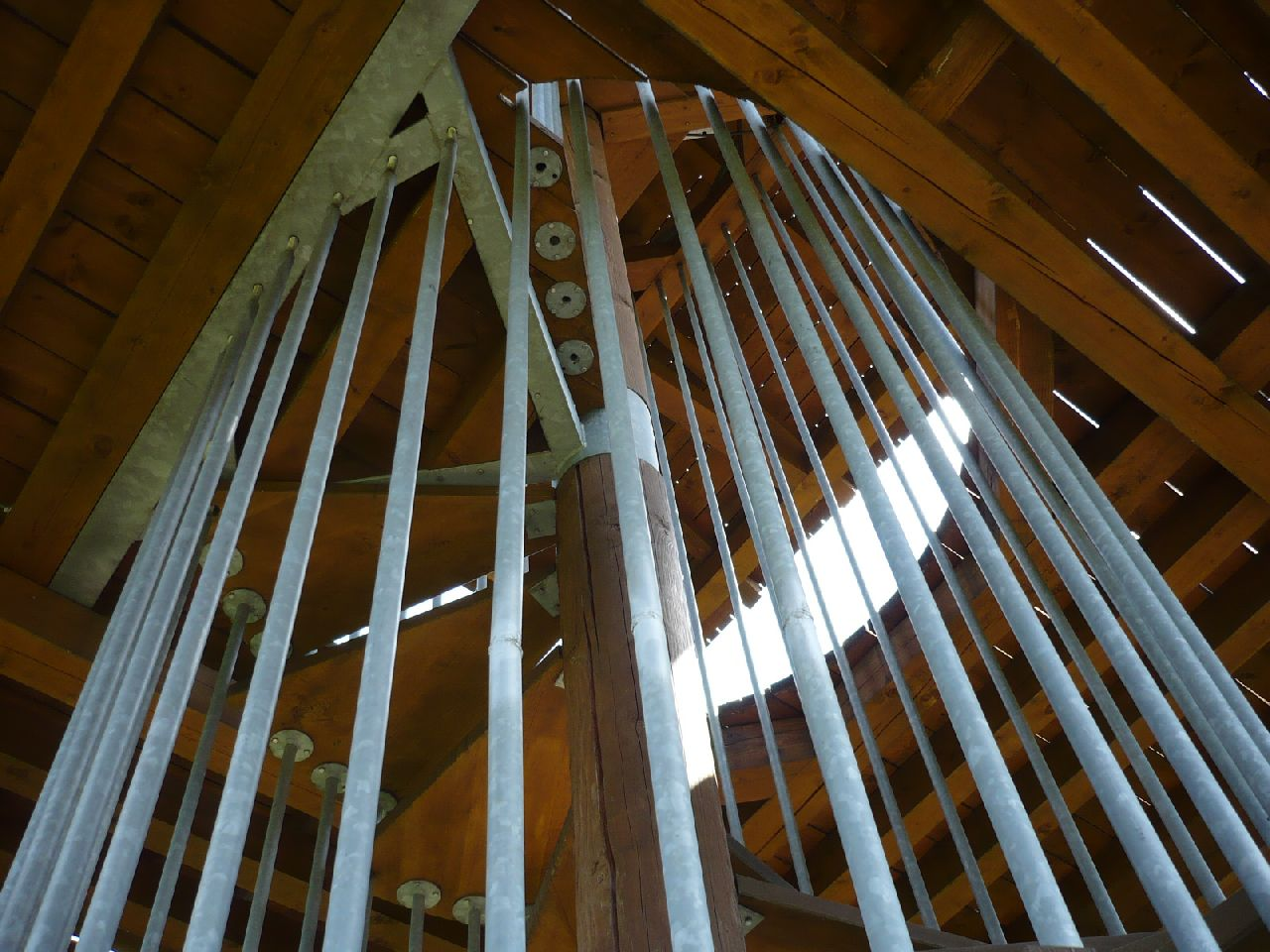
Schodiště na rozhlednu
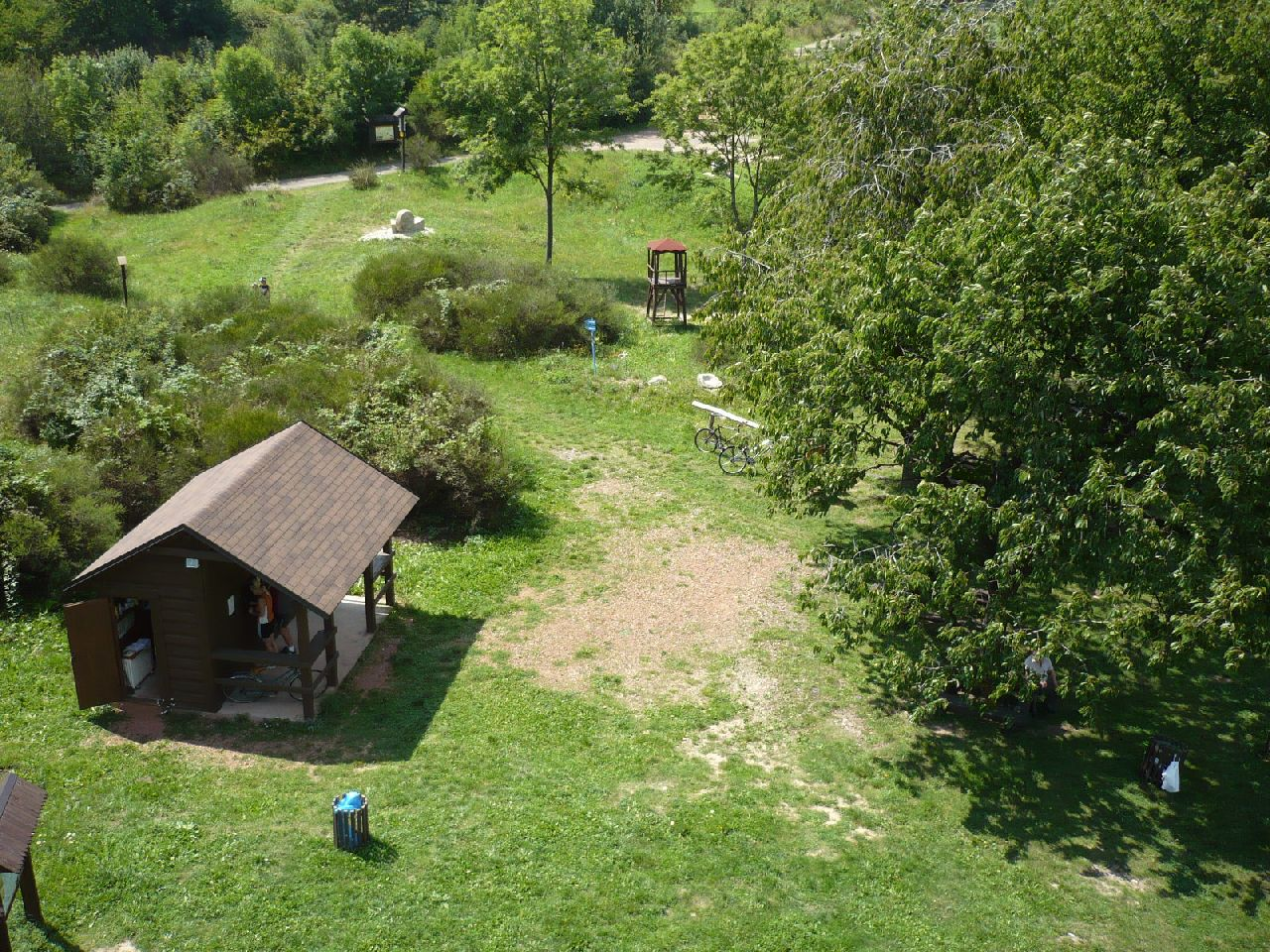
Okolí rozhledny
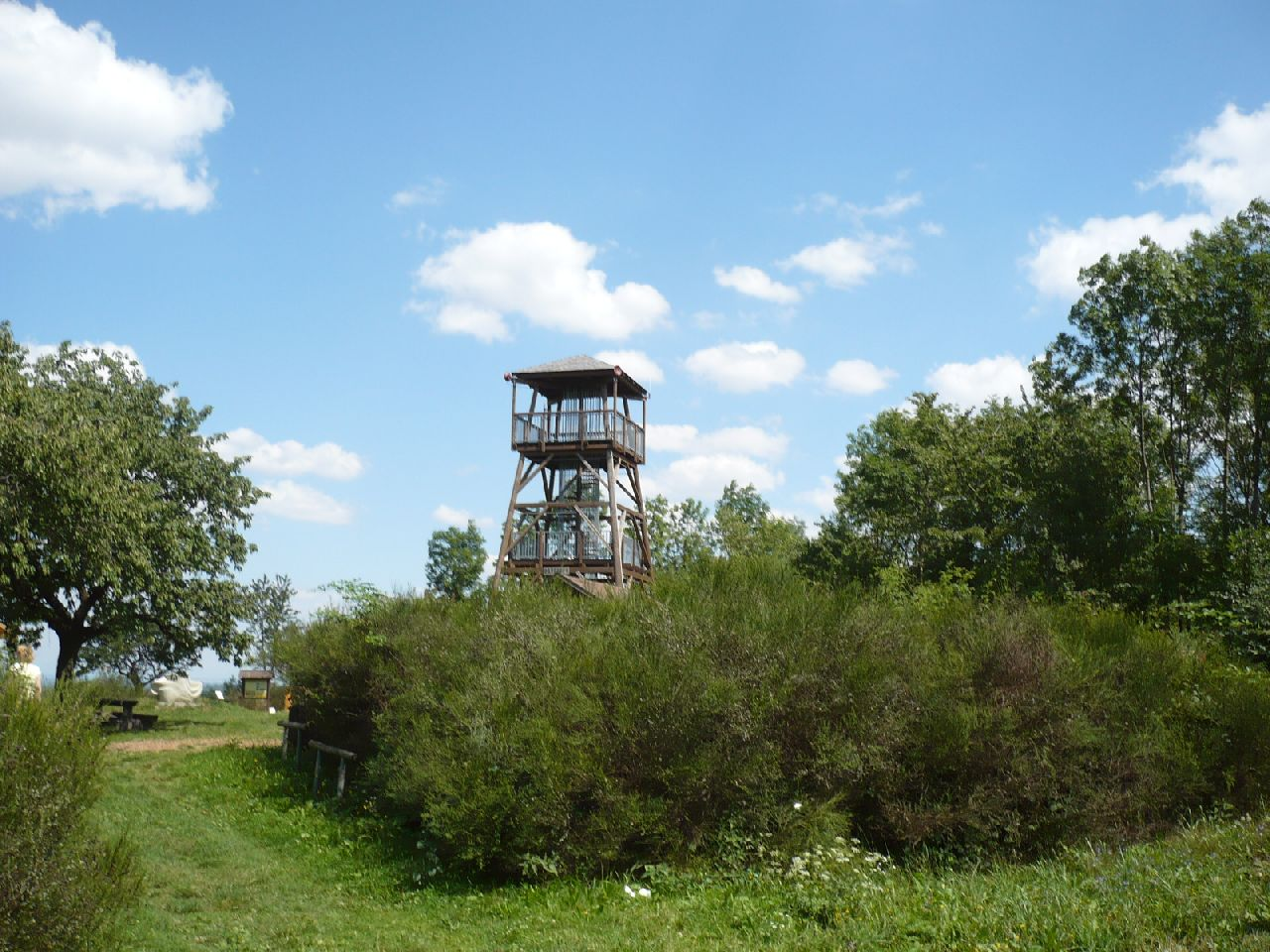
Pohled na rozhlednu